# Plymouth Laser
Plymouth Laser – samochód sportowy klasy kompaktowej produkowany pod amerykańską marką Plymouth w latach 1989 – 1994.

## Historia i opis modelu

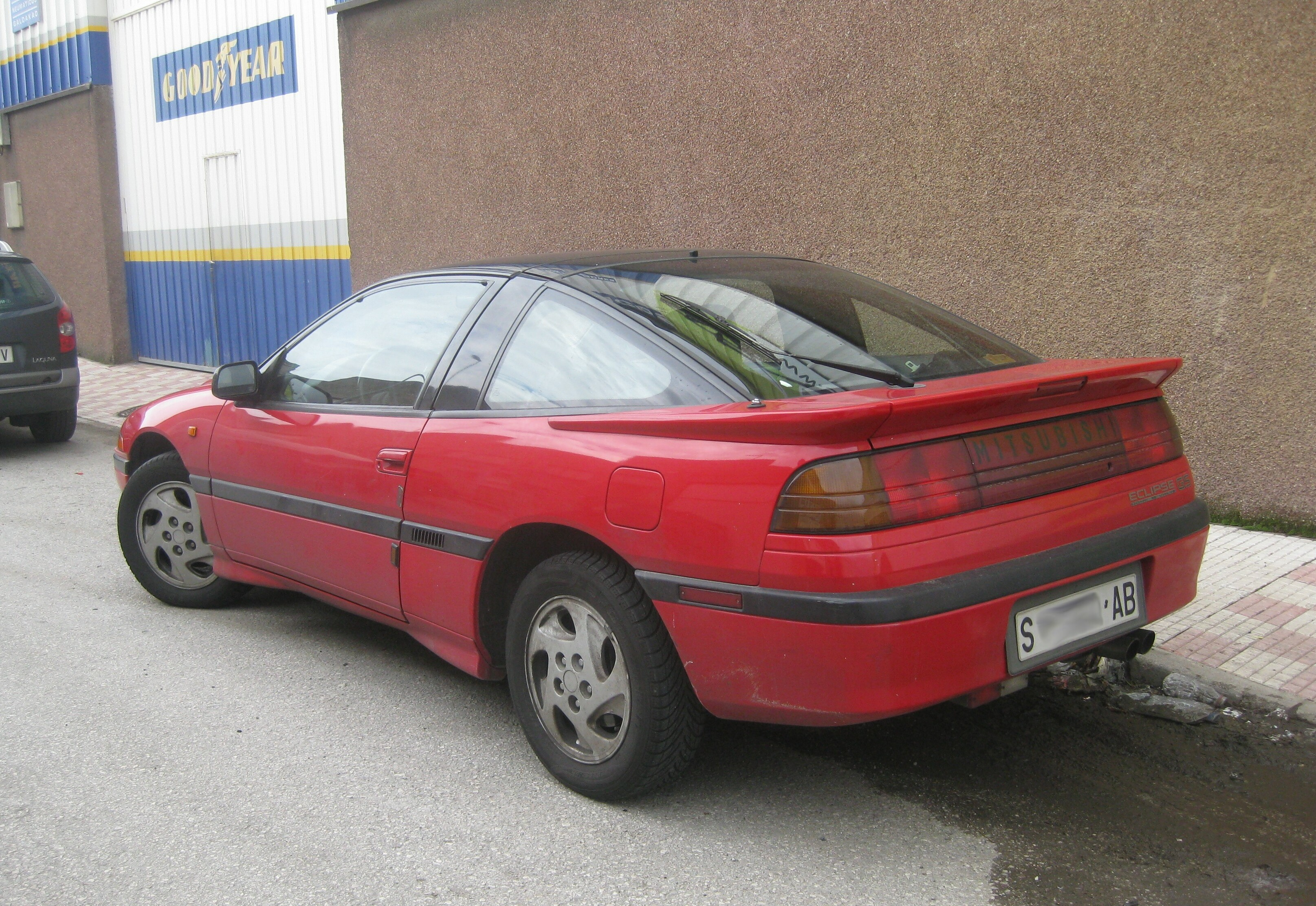
Plymouth Laser - tył

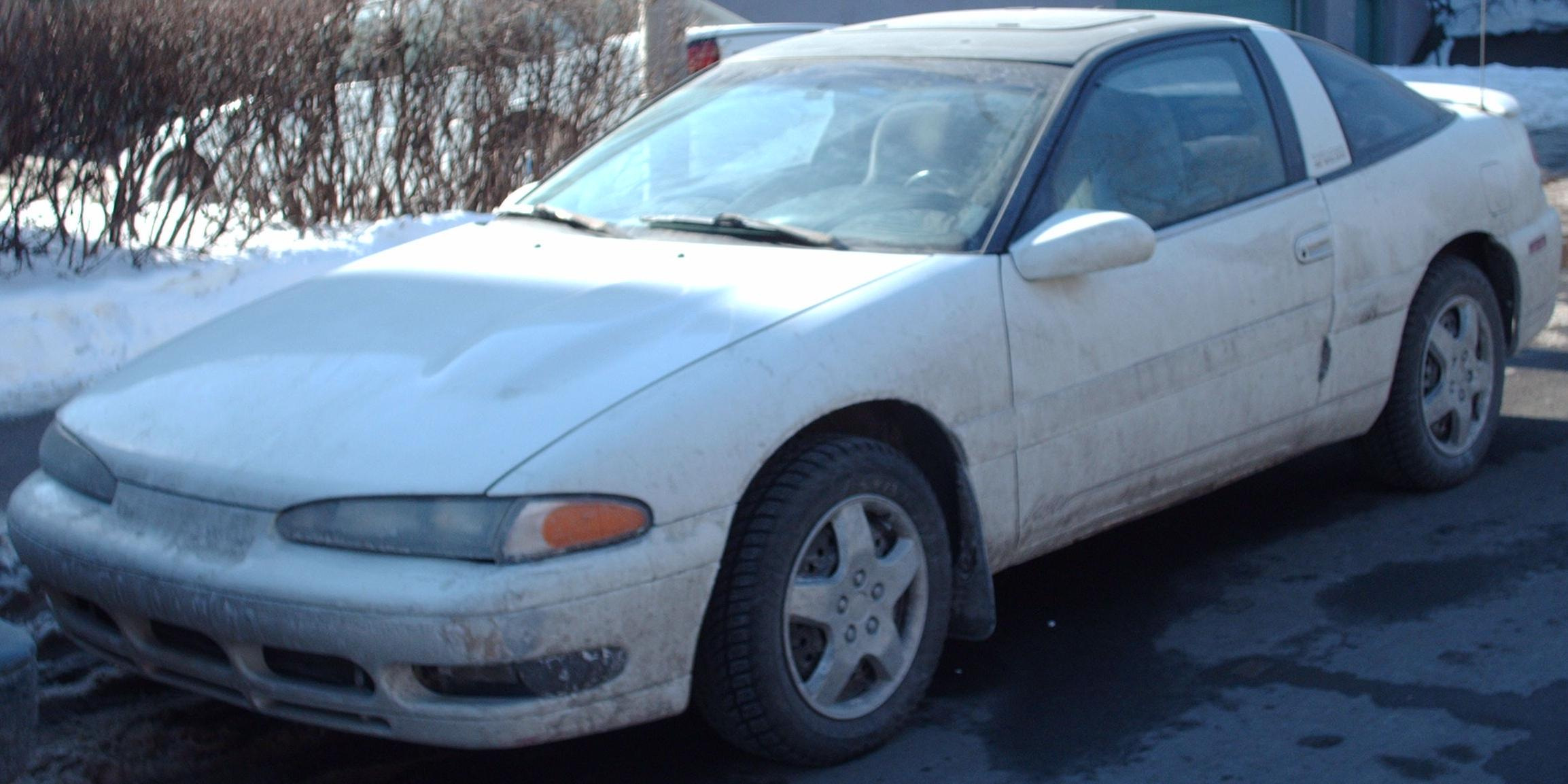
Plymouth Laser po liftingu

W styczniu 1989 roku Plymouth ponownie zdecydował się przedstawić sportowy samochód we współpracy z Mitsubishi, prezentując model Laser.
Tym razem nie była to jednak konstrukcja zapożyczona od japońskiej marki w ramach badge engineering, lecz pojazd zbudowany wspólnie przez inżynierów koncernu Chryslera i Mitsubishi na platformie Chrysler D. Poza Plymouthem Laserem, równocześnie na rynek trafiło także bliźniacze Eagle Talon i Mitsubishi Eclipse, a produkcja wszystkich sportowych modeli odbywała się w zakładach Diamond Star Motors w amerykańskim Normal.

### Lifting
W 1992 roku Plymouth przeprowadził gruntowną modernizację Lasera, w ramach której samochód otrzymał zupełnie nowy pas przedni. 
Zniknęły charakterystyczne, chowane reflektory na rzecz klasycznych, podłużnych kloszy. Przemodelowano też zderzaki, a także wprowadzono drobne zmiany w wyposażeniu. Z powodu spadającej sprzedaży, produkcję zakończono dwa lata później.

### Wersje wyposażeniowe
- Base
- RS
- RS Turbo
- RS Turbo AWD

### Silniki
- L4 1.8l Mitsubishi 4G37
- L4 2.0l Mitsubishi 4G63
- L4 2.0l Mitsubishi 4G63T